# The Orion
The Orion je residenční mrakodrap v newyorské čtvrti Manhattan. Má 58 podlaží a výšku 184 metry. Výstavba probíhala v letech 2004–2006 podle návrhu firmy Cetra/Ruddy. Zajímavostí je, že ze všech vysokých budov v New Yorku má nejmenší průměrnou výšku patra – jen asi 317 cm.